# SN 2008fd
SN 2008fd – supernowa typu Ib odkryta 27 sierpnia 2008 roku w galaktyce E466-G24. W momencie odkrycia miała maksymalną jasność 15,80m.